# Свір (озеро)
Свір (біл. Свір) — озеро в Мядельському районі Мінської області на північному заході Білорусі. Восьме за площею водного дзеркала озеро в країні. Належить до групи Свірських озер.

## Опис
Водойма знаходиться в басейні річки Страча (притока Вілії), розташоване за 27 кілометрів на південний захід міста Мядель, на кордоні Сморгонського та Островецького районів Гродненської області.
Живлення озера здійснюється річкою Великий Перекоп на південному сході та річкою Смолка, яка витікає з озера Вишневське, на півдні; крім того, в озеро впадають 9 струмків. Певну роль у притоку води грають атмосферні опади та підземні води. Відтік відбувається по річці Свіриця (яка витікає на північному заході і впадає у річку Страча з лівого берега), а також шляхом випаровування з водної поверхні.
Відкрита, порівняно неглибока улоговина, розташована по лінії пануючих вітрів, сприяє інтенсивному вітровому перемішуванню водної маси. Мінералізація води становить 260 мг/л, прозорість до 1 метра. Озеро евтрофне, сильно заростає вздовж північно-східних берегів, біля витоку Свіриці та у місці впадіння Смолки смуга очерету та рогозу сягає 200 метрів. Льодостав з початку грудня до середини квітня, найбільша товщина льоду до 1 метра.
Площа озера становить 25,96 км². Це друга за площею природна водойма Мінської області (поступається розмірами лише озеру Нароч) та перша за довжиною (14,1 км), максимальна ширина 2,3 км. Максимальна глибина — 8,7 м. Об'єм води в озері становить 104,3 млн м³. Площа водозбору доволі велика, як для озер Білорусі і становить 364 км². На цій території розташовано 16 невеликих озер; рельєф складний — від горбистого до низинного, переважають моренні суглинки та супіски. Ліси займають 38 % і розташовані ділянками по усьому водозбору; болота — на 7,8 % площі.

## Котловина та рельєф
Котловина улоговинного типу, витягнута з північного заходу на південний схід. Вздовж південно-західного берега озера впритул примикають високі (до 25 м) схили Свірської гряди, північно-східні схили пологі — заввишки 3-5 метрів, вкриті змішаним лісом. Заплава на сході та півночі шириною до 200 метрів, вкрита рідким чагарником, заболочена, прорізана мережею меліоративних каналів. Береги високі (до 0,7 м), місцями зливаються зі схилами; північно-східні береги — низькі, заболочені. Уріз води 149,8 метра над рівнем моря, берегова лінія утворює кілька слабко виражених заток. У центрі і на півдні піщані мілини (2 і 3,4 метра). Дно до глибини 4 метри піщане і піщано-галькове, глибше сапропелеве.

## Використання
Озеро Свір зазнає значного навантаження, пов'язаного із інтенсивною господарською діяльністю людини на його водозборі. Озеро є значним центром рекреації, водоприймачем меліоративної мережі, на ньому ведеться інтенсивний промисловий вилов риби. Іхтіофауна озера характерна родинами коропових та щукових риб. У водоймище періодично запускається рибний мальок срібного карася, сазана, коропа, вугра. Тут мешкають верховодка, лин, минь, плотва, окунь, язь.
Водойма є місцем відпочинку, недалеко від неї споруджений санаторій «Свір». Озеро входить до складу території національного парку «Нарочанський».
На берегах водойми розташовані селище Свір, та кілька невеликих сіл: Болькове, Засвір, Корки, Хотилки та інші.